# Cowboymillionæren (film fra 1909)
 Ikke at forveksle med Cowboymillionæren (film fra 1915).
Cowboymillionæren (originaltitel: The Cowboy Millionaire) er en amerikansk stum westernfilm fra 1909 af instrueret af Otis Turner og Francis Boggs og produceret af  William Nicholas Selig.
Filmen havde amerikansk premiere den 21. oktober 1909.
Skuespillerne Tom Mix, William Garwood og William Stowell fik deres filmdebut med filmen.

## Handling
En cowboy fra Idaho får et brev fra Chicago med besked om, at hans onkel er død og har efterladt ham en formue på flere millioner dollar.

## Medvirkende
- Tom Mix
- William Garwood
- Adrienne Kroell
- William Stowell
- Carl Winterhoff
- Mac Barnes